# Tomás de Torrejón y Velasco Sánchez

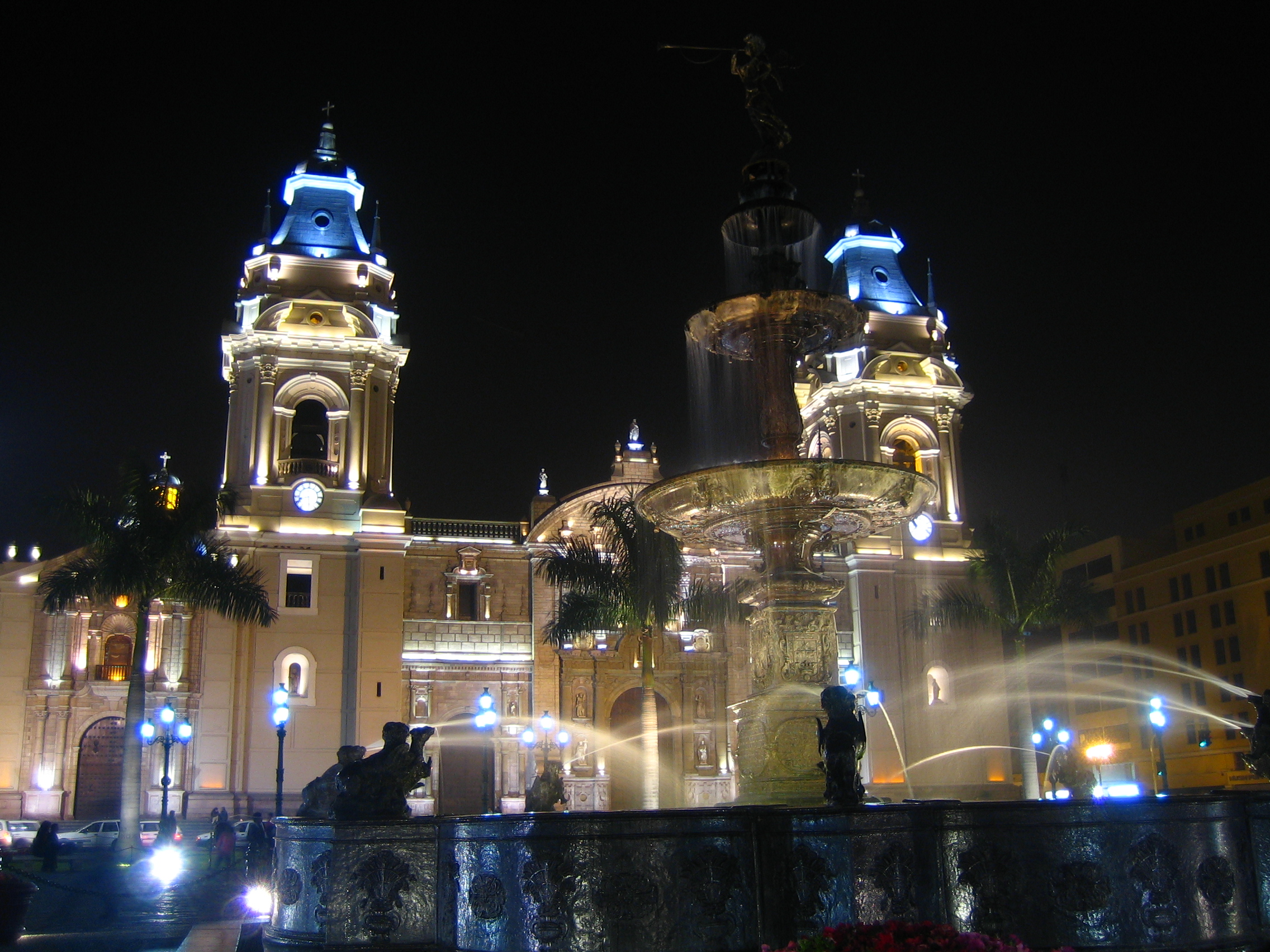
La Cattedrale di Lima

Tomás de Torrejón y Velasco, (Sánchez) (Villarrobledo, 23 dicembre 1644 – Lima, 23 aprile 1728), è stato un compositore, musicista e organista spagnolo vissuto in Perù, associato al barocco americano.

## Biografia
Torrejón y Velasco è nato a Villarrobledo e ha trascorso la sua infanzia nella città Fuencarral (oggi un quartiere di Madrid), luogo di nascita del padre, Miguel de Torrejón, un cacciatore al servizio di Filippo IV di Spagna. Nel 1658, mentre era ancora in Spagna, è entrato al servizio di Pedro Fernández de Castro y Andrade, conte di Lemos, che in seguito divenne il viceré del Perù. Nel 1667, si recò a Lima con il nuovo viceré, come uno dei suoi 113 assistenti personali. Dal 21 novembre 1667 fino al 1672 fu sovrintendente della sala d'armi a Lima. Nel 1673 è stato nominato magistrato e capo della giustizia della provincia di Chachapoyas, carica che ha ricoperto per quattro anni. Nel 1676 è stato nominato maestro di cappella presso la Cattedrale di Lima, in sostituzione di Juan de Araujo. Rimase in quella posizione fino alla sua morte, più di cinquant'anni dopo, nel 1728. Torrejón era profondamente religioso, e aveva aderito senza riserve al quadro etico e giuridico del suo tempo, così come ai precetti della Chiesa cattolica. Sposato due volte (la prima moglie morta) ha avuto un totale di sei figli, cinque dei quali sono entrati ordini religiosi.
Le opere di Torrejón sono alcune tra le più importanti per il movimento barocco spagnolo nelle colonie americane. Nel corso della sua carriera di compositore ha ricevuto ampi consensi; i suoi villancicos erano conosciuti lontano come in Guatemala, e sia a Trujillo che a Cuzco suoi pareri venivano sollecitati prima di prendere decisioni cruciali in campo musicale.
Quindici dei suoi manoscritti originali sono conservati negli archivi storici della Cattedrale di Guatemala. Egli è l'autore della prima opera nota scritta in America, La púrpura de la Rosa (1701). Il suo Rorro (ninna nanna) è stato ancora cantato in Cuzco molti anni dopo la sua morte. Di particolare interesse sono le sue composizioni policorali per due organi. Un secondo organo è stato installato nella Cattedrale di Lima nel 1680 e Torrejón y Velasco compose un villancico policorale apposta per i due organi.

## Lista di lavori

### Opere
- La púrpura de la rosa (1701)

### Altri lavori
(Con basso continuo se non stabilito diversamente)
- A este sol peregrino, 4vv
- Aladas gerarquias a quien toca, 7vv
- Angelicas milicias, 12vv
- A Señor que se acerca, 4vv
- Atencion que para hacer en todo cabal la fiesta, 4vv
- Aves flores, 11vv (1683)
- Ave verum corpus, 4vv
- Cantarico que bas a la fuente, 4vv (1678?)
- Desta rosa tan bella, 2vv
- Desvelado dueño mio, 8vv
- Dixit Dominus, 10vv
- Enigma soy viviente, 2vv
- Es mi Rosa bella, vv (1679?)
- Gilguerillo que contas gimiendo, 2vv
- Ha de el ver, 3vv
- Incognito barquero que surcas, 1v
- Lamentation for Wednesday of Holy Week, 8vv
- Luzeros volad, 1–2vv, instruments
- Magnificat sexti toni, 12vv
- Nisi Dominus, 3vv
- Quando el bien que adoro, 2vv
- Quatro plumages ayrosos, 4vv
- Regem cui omnia vivunt, 8vv
- Si el alba sonora se cifra en mi voz, 2vv (1719?)
- Tenganmele señores, 4vv
- Triste caudal de lagrimas, 2vv
- Varquero que surcas, 1v